# Pamela Brown
Pamela Mary Brown (* 8. Juli 1917 in Hampstead, London, England; † 19. September 1975 in Avening, Gloucestershire) war eine britische Schauspielerin.

## Leben
Brown besuchte nach ihrer Schulausbildung die Royal Academy of Dramatic Art. Bereits ab einem Alter von 16 Jahren litt sie an Arthritis. 1936 hatte sie ihr Bühnendebüt als Julia in einer Produktion von Romeo und Julia in Stratford-upon-Avon. Ihre Spielfilmkarriere begann sie 1942 mit einer Nebenrolle in Michael Powells Kriegsfilm One of Our Aircraft Is Missing. Nach dem Ende des Zweiten Weltkriegs ging sie erstmals in die Vereinigten Staaten und hatte 1947 ihr Broadwaydebüt. Zwei Jahre später war sie an der Seite von Richard Burton, Claire Bloom und John Gielgud als Jennet Jourdemayne in der Londoner West-End-Produktion The Lady's Not For Burning zu sehen, von 1950 bis 1951 wurde die Produktion am Broadway aufgeführt. Ihre Arthritis war zu diesem Zeitpunkt weiter fortgeschritten, weshalb sie auf schmerzstillende Medikamente angewiesen war. Zu ihren wichtigsten Filmrollen gehörten Auftritte in Laurence Oliviers Richard III., Vincent van Gogh – Ein Leben in Leidenschaft an der Seite von Kirk Douglas und Anthony Quinn sowie im mit vier Oscars prämierten Monumentalfilm Cleopatra als Hohepriesterin neben Elizabeth Taylor und Richard Burton.
1953 ließ sie sich von ihrem Ehemann Peter Copley scheiden, mit dem sie seit 1941 verheiratet war. Bis zu ihrem frühen Tod durch Bauchspeicheldrüsenkrebs lebte sie mit dem Filmregisseur Michael Powell zusammen, der ihr seinerzeit ihre erste Filmrolle gegeben hatte.

## Filmografie (Auswahl)
- 1942: One of Our Aircraft Is Missing
- 1945: Ich weiß wohin ich gehe (I Know Where I'm Going!)
- 1949: Alice im Wunderland (Alice in Wonderland)
- 1951: Hoffmanns Erzählungen (The Tales of Hoffmann)
- 1953: Gefahr für Barbara (Personal Affair)
- 1955: Richard III.
- 1956: Vincent van Gogh – Ein Leben in Leidenschaft (Lust for Life)
- 1958: Der Sündenbock (The Scapegoat)
- 1961: Sir Francis Drake (Fernsehserie, 1 Folge)
- 1963: Cleopatra
- 1966: Toll trieben es die alten Römer (A Funny Thing Happened on the Way to the Forum)
- 1968: Die Frau aus dem Nichts (Secret Ceremony)
- 1970: Sturmhöhe (Wuthering Heights)
- 1970: Einst kommt der Tag... (On a Clear Day You Can See Forever)
- 1970: Im Visier des Falken (Figures in a Landscape)
- 1971: Das Haus der Schatten (The Night Digger)
- 1973: Die große Liebe der Lady Caroline (Lady Caroline Lamb)

## Broadway
- 1947: The Importance of Being Earnest
- 1947: Love for Love
- 1950–1951: The Lady's Not For Burning
- 1957–1958: The Country Wife
- 1959–1960: Heartbreak House

## Auszeichnungen
- 1948: Tony Award für The Importance of Being Earnest
- 1962: Emmy für Hallmark Hall of Fame
- 1969: Emmy-Nominierung für Hallmark Hall of Fame